# Flabellum floridanum
Flabellum floridanum är en korallart som beskrevs av Stephen D. Cairns 1991. Flabellum floridanum ingår i släktet Flabellum och familjen Flabellidae. Inga underarter finns listade i Catalogue of Life.